# Frank E. Hamilton
Francis „Frank“ E. Hamilton (* 1898; † 1972) war ein Computer-Ingenieur bei IBM und Mitentwickler des Mark I-Computers.
Hamilton war ab 1923 bei der Computing Tabulating and Recording Company (CTR), dem Vorläufer von IBM. Zunächst war er technischer Zeichner, dann arbeitete er mit Clair Lake und A. W. Mills in der Produktentwicklung, zum Beispiel am ASCC (dem Mark I-Computer-Projekt an der Harvard University unter Howard Aiken) und danach 1948 am Selective Sequence Electronic Calculator (SSEC) unter Leitung des Astronomen Wallace John Eckert, der noch 250 mal schneller als der ASCC war und für astronomische Spezialaufgaben benutzt wurde. Danach leitete er die Entwicklung des IBM 650, den zu seiner Zeit erfolgreichsten elektronischen Computer, der ab 1953 produziert wurde. 1954 wurde er Leiter des Labors von IBM in Endicott.
Er wurde in die National Inventors Hall of Fame aufgenommen. 1963 wurde er IBM Fellow.